# 衝動〜スタンスミス〜
「衝動〜スタンスミス〜」（しょうどうスタンスミス）は、2016年4月16日にVINYL STAR INTERNATIONAL / Studio Cubic Recordsから発売された、日本のシンガーソングライター・森翼のソロプロジェクト赤と嘘1作目のカセットシングル。

## 概要
- 森翼、赤と嘘初のカセットテープでのシングルである。
- 世界同時開催のCDやアナログレコードの祭典「レコード・ストア・デイ」にて100本限定で販売された[1]。
- 表題曲「衝動〜スタンスミス〜」は、赤と嘘初の全国流通盤アルバム『衝動ノスタルジア』に収録されている[2]。
- B面曲「空リレー」はバイノーラルマイクで録音されている[1]。

## 収録曲
- 全作詞作曲 - 森翼 / 編曲 - 鈴木Daichi秀行。

1. 衝動〜スタンスミス〜
2. 空リレー

## クレジット
- 森翼 - Vocal & Acoustic Guitar

- 鈴木Daichi秀行 - Guitar & Bass & keyboard

- 山内"masshoi"優 - Drums